# Gustavo Huet
Gustavo Huet Bobadilla, född 22 november 1912 i Mexico City, död 20 november 1951 i Puebla, var en mexikansk sportskytt.
Han tävlade i olympiska spelen 1932, 1936 samt 1948. Han blev olympisk silvermedaljör i gevär vid sommarspelen 1932 i Los Angeles.